# John Fairfield Scamman
John Fairfield Scamman (* 24. Oktober 1786 in Wells, Massachusetts; † 22. Mai 1858 in Saco, Maine) war ein US-amerikanischer Politiker. Zwischen 1845 und 1847 vertrat er den Bundesstaat Maine im US-Repräsentantenhaus.

## Werdegang
John Scamman wurde 1786 in Wells geboren, das damals noch Teil von Massachusetts war und später dem 1820 geschaffenen Staat Maine zugeschlagen wurde. Scamman besuchte die öffentlichen Schulen seiner Heimat und wurde im Handel tätig. Im Jahr 1817 war er Abgeordneter im Repräsentantenhaus von Massachusetts. Nach der Gründung von Maine saß er von 1820 bis 1821 im Repräsentantenhaus dieses Staates. Zwischen 1829 und 1841 arbeitete John Scamman bei der Zollbehörde in Saco.
Politisch schloss er sich Präsident Andrew Jackson und dessen Demokratischer Partei an. Bei den Kongresswahlen des Jahres 1844 wurde er im ersten Wahlbezirk von Maine in das US-Repräsentantenhaus in Washington, D.C. gewählt. Dort trat er am 4. März 1845 die Nachfolge von Joshua Herrick an. Bis zum 3. März 1847 absolvierte er aber nur eine Legislaturperiode im Kongress. Diese war von den Ereignissen des Mexikanisch-Amerikanischen Krieges bestimmt, bei dem es unter anderem um den Anschluss der Republik Texas an die Vereinigten Staaten ging. Während seiner Zeit im Kongress war Scamman Vorsitzender des Ausschusses zur Kontrolle der Ausgaben des Finanzministeriums.
Im Jahr 1855 gehörte Scamman dem Senat von Maine an. Ansonsten hat er kein weiteres höheres politisches Amt mehr bekleidet. Er starb am 22. Mai 1858 in Saco.